# Nikołaj Leonienko
Nikołaj Wiktorowicz Leonienko (ros. Николай Викторович Леоненко; (ur. 19 grudnia 1984 w Siewierouralsku) – rosyjski siatkarz, grający na pozycji przyjmującego.

## Sukcesy klubowe
Puchar CEV:
- 2004

Liga Mistrzów:
- 2013
- 2007

Mistrzostwo Rosji:
- 2007, 2014

Puchar Rosji:
- 2010

Klubowe Mistrzostwa Świata:
- 2013

## Sukcesy reprezentacyjne
Letnia Uniwersjada:
- 2011